# Râul Cumberland
Râul Cumberland (în engleză Cumberland River) este o apă curgătoare din Statele Unite ale Americii, afluent al râului Ohio.